# Браман (Француска)
Браман (фр. Bramans) насеље је и општина у источној Француској у региону Рона-Алпи, у департману Савоја која припада префектури Сен Жан де Морјен.
По подацима из 2011. године у општини је живело 403 становника, а густина насељености је износила 4,37 становника/km². Општина се простире на површини од 92,26 km². Налази се на средњој надморској висини од 1223 метара (максималној 3.378 m, а минималној 1.194 m).

## Демографија
| 1962. | 1968. | 1975. | 1982. | 1990. | 1999. | 2011. |
| ----- | ----- | ----- | ----- | ----- | ----- | ----- |
| 351   | 730   | 230   | 303   | 331   | 362   | 403   |

График промене броја становника у току последњих година